# Budynek biurowy ZUS w Gdyni
Budynek biurowy ZUS w Gdyni, potocznie nazywany budynkiem PLO – zabytkowy obiekt, mieszczący się w Śródmieściu Gdyni przy ul. 10 Lutego 24, róg 3 Maja, naprzeciwko Zespołu mieszkaniowego BGK. 
Zaprojektowany w 1934 przez Romana Piotrowskiego z biura projektów Stowarzyszenia Budowlano-Mieszkaniowego ZUS w Warszawie dla Zakładu Ubezpieczeń Pracowników Umysłowych w Poznaniu, został zrealizowany w latach 1935-1936 przez swojego sukcesora - Zakład Ubezpieczeń Społecznych w Warszawie. 

## Lista użytkowników gmachu w okresie międzywojennym
- Konsulat Niemiec[1],
- Izba Przemysłowo-Handlowa,
- Ubezpieczalnia Społeczna,
- II Urząd Skarbowy,
- Wywiadownia Handlowo-Kredytowa "Balticum",
- Towarzystwo Handlowo-Przemysłowe "Block Brun" S.A.,
- Zakład Przemysłowo-Handlowy "Dominante" Sp. z o.o.,
- dr Michał Drwięga, notariusz,
- Dziennik Gdyński,
- Elibor S.A.,
- Ewert Krzemieniewski, notariusz,
- Johansen Ejgil Sp. z o.o.,
- Kurier Warszawski,
- Oceaniczna Agencja Okrętowa Sp. z. o.o.,
- Polski Instytut Rozrachunkowy Sp. z o.o.,
- Polski Przemysł Włókienniczy,
- Polski Związek Zachodni,
- Polsko-Islandzkie Towarzystwo Handlowe, Sp. z o.o.
- Polsko-Italskie Biuro Morskie,
- Bank i Towarzystwo Wzajemnych Ubezpieczeń "Vesta".

Na parterze znajdowały się sklepy oraz kawiarnia (również w piwnicy) i cukiernia Karola Albrechta – „Cafe Bałtyk”, w której gdyński artysta malarz Zygmunt Cywiński organizował „Wieczory czwartkowe” z udziałem m.in. Boya-Żeleńskiego, Marii Dąbrowskiej, Zofii Nałkowskiej i Melchiora Wańkowicza. W okresie okupacji lokal nosił nazwę „Cafe Berlin” i był dostępny tylko dla Niemców (Nur für Deutsche). W okresie 1945–1969 prowadzony przez Gdyńskie Zakłady Gastronomiczne. 
Wkraczające w marcu 1945 do miasta oddziały Armii Czerwonej wywołały pożar budynku.

## Lista użytkowników gmachu w latach 1949-1951
- Ubezpieczalnia Społeczna w Gdyni (1949),
- Zakład Ubezpieczeń Społecznych (1951),
- Biuro Maklerskich Ubezpieczeń Morskich Powszechnego Zakładu Ubezpieczeń Wzajemnych (1951),
- Centrala Handlu Przemysłu Skórzanego (1951),
- Centrala Spożywcza (1951),
- Centrala Tekstylna (1951).

## Lista użytkowników gmachu od 1951
Od 1952 gospodarzem budynku były Polskie Linie Oceaniczne. Mieściły się też tam: 
- Centralny Zarząd Polskiej Marynarki Handlowej (1951-1957),
- Chińsko-Polskie Przedsiębiorstwo Maklerów Okrętowych Chipolbrok (1951-1991).

Po dokonanej restrukturyzacji właścicielem obiektu było Towarzystwo Ubezpieczeń i Reasekuracji "Warta", mieścił w nim m.in. sąd rejestrowy wraz z placówką KRS, obecnie szereg komórek organizacyjnych Urzędu Miejskiego, który stał się też w 2008 jego kolejnym właścicielem.